# Atelognathus patagonicus
Espèce
Synonymes
- Batrachophrynus patagonicus Gallardo, 1962

Statut de conservation UICN

 CR  : 
En danger critique
Atelognathus patagonicus est une espèce d'amphibiens de la famille des Batrachylidae.

## Répartition
Cette espèce est endémique de la province de Neuquén en Argentine. Elle se rencontre entre 1 265 et 1 410 m d'altitude dans le nord-ouest de la Patagonie.

## Publication originale
- Gallardo, 1962 : Los géneros Telmatobius y Batrachophrynus (Amphibia, Leptodactylidae) en la Argentina (Anura: Leptodactylidae). Neotropica, vol. 8, no 26, p. 45-58.